# St. Sebastian (Rebstein)

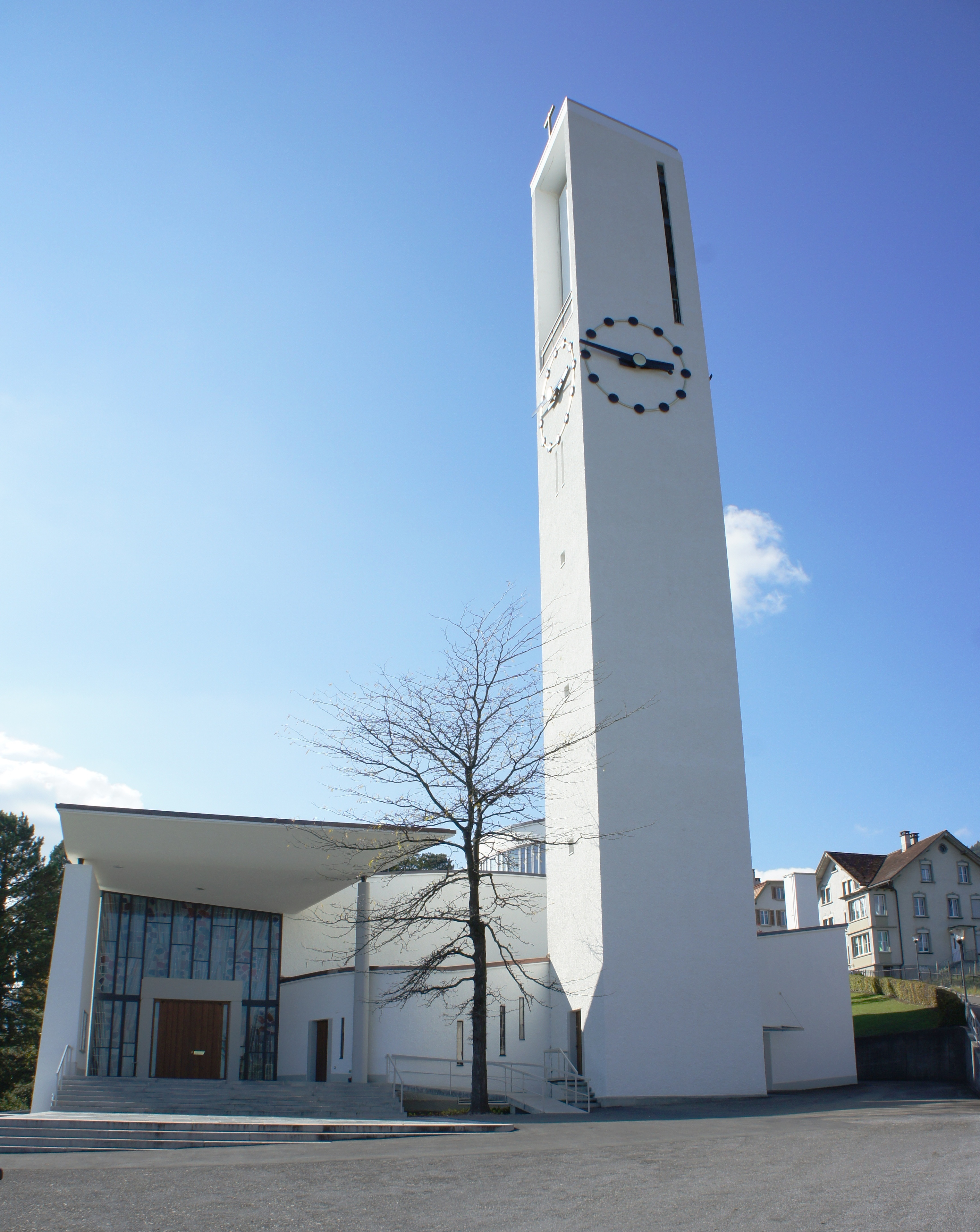
Kirche St. Sebastian Rebstein

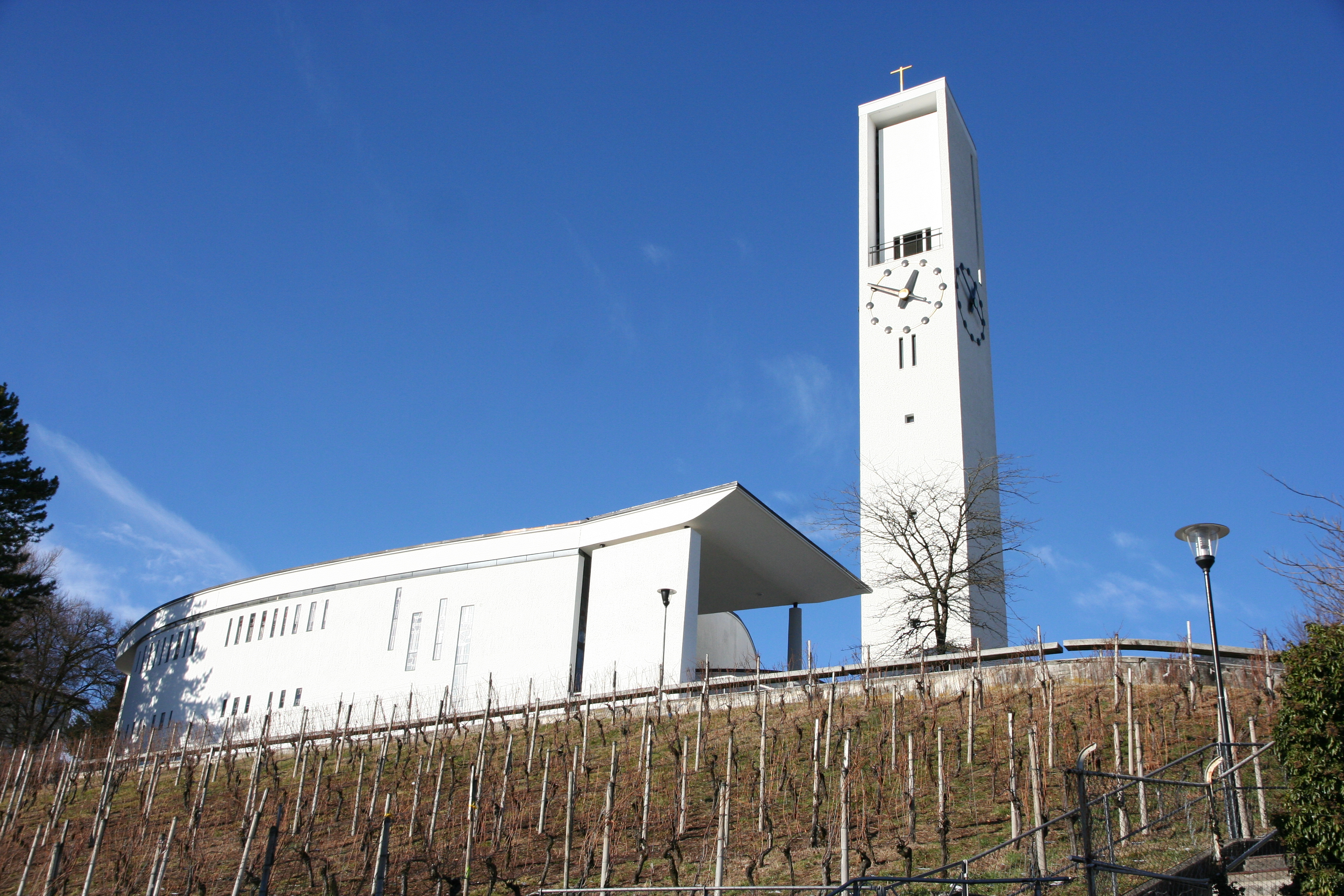
Ansicht von Südosten

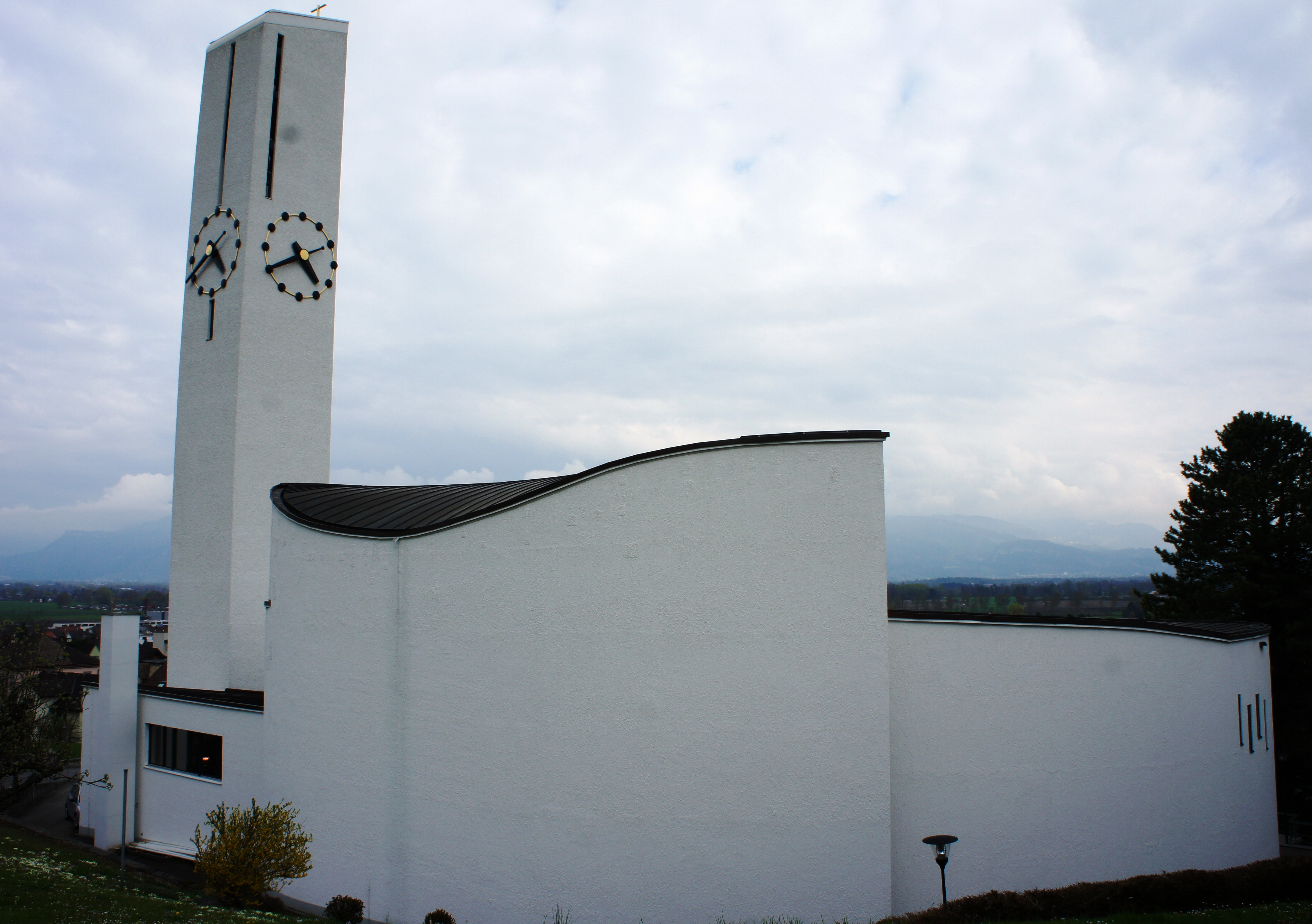
Ansicht von Nordwesten

Die Kirche St. Sebastian ist die römisch-katholische Pfarrkirche von Rebstein im St. Galler Rheintal. Erbaut wurde sie nach Plänen des Kirchenarchitekten Fritz Metzger in den Jahren 1959–1960.

## Geschichte

### Vorgeschichte und Namensgebung
Die heutige Gemeinde Rebstein ist aus einem unbedeutenden mittelalterlichen Weiler hervorgegangen. Urkunden belegen, dass das Kloster St. Gallen im 9. Jahrhundert in Marbach eine dem Hl. Georg geweihte kleine Kirche errichtete. Dorthin waren auch die Bewohner von Rebstein, Balgach und Lüchingen während Jahrhunderten kirchgenössig. Im 15. Jahrhundert wollten die Einwohner von Rebstein dann im Ort eine Kapelle haben. Sie errichteten auf dem Dorfplatz ein kleines Gotteshaus und widmeten es dem Hl. Sebastian als Dank für die Bewahrung vor der Pest. Marbach wehrte sich jedoch gegen den Kapellenbau, musste aber schliesslich 1487 nachgeben. Den Rebsteinern war es aber nur gestattet, vier Wochenmessen sowie je eine Hl. Messe am Sebastianstag und am Kirchweihtag zu feiern. Am Sonntag mussten sie weiterhin die Gottesdienste in Marbach besuchen. Erst 1522 konnten für die Sebastianskapelle Kaplaneipfründe errichtet werden, die jedoch in den Wirren der Reformation wieder verloren gingen. Auch war es den Reformierten verboten, die Kapelle zu benutzen, sodass ihnen ein Teil des Kapellfonds wieder zurückbezahlt werden musste. In der sogenannten Akkordata aus dem Jahr 1713 wurde schliesslich geregelt, dass die Kapelle St. Sebastian fortan von beiden Konfessionen benutzt werden durfte. 1782 bauten die Reformierten ihre heutige Kirche, sodass die Kapelle bei der katholischen Bevölkerung verblieb. Die Bausubstanz der Kapelle wurde im Lauf der Zeit immer schlechter, sodass in den 1870er Jahren der Abriss der Kapelle und der Bau einer neuen Kirche auf dem Burghügel beschlossen wurde. am 30. März 1880 wurde die letzte Messe in der alten Kapelle gefeiert, die danach abgetragen wurde. Auf dem Baugrund der heutigen Kirche entstand darauf in den Jahren 1885–86 eine neugotische Kirche. Die Weihe dieser St. Sebastianskirche erfolgte am 29. September 1886 durch den Bischof von St. Gallen, Augustin Egger. Noch immer aber gehörte Rebstein zur Pfarrei Marbach, weshalb in der neuen Kirche zunächst nur zwei Wochenmessen stattfanden; sonntags musste weiterhin die Messe in Marbach besucht werden. Der Unmut der Bevölkerung fand beim Bischof schliesslich Gehör. So erhob dieser 1898 Rebstein zu einer eigenen Pfarrei und trennte diese von Marbach ab.

### Entstehungs- und Baugeschichte
Am 8. Dezember 1956 wurde die alte Kirche St. Sebastian von einem Brand zerstört, der von einem Kurzschluss ausgelöst worden war. Spontan boten die reformierte Kirchgemeinde und das Progymnasium Rebstein Hilfe an: So fand unmittelbar nach dem Brand ein Teil der katholischen Gottesdienste in der reformierten Kirche statt, der andere in der 1954 erbauten Kapelle des Progymnasiums. Da 1956 südlich des Progymnasiums eine Turnhalle gebaut wurde, konnte diese – statt zunächst wie vorgesehen als Turnhalle zu dienen – vom 15. Juni 1957 bis zum Bau der neuen katholischen Kirche 1960 als Notkirche genutzt werden.
Der Brand hatte die Kirche bis auf die Grundmauern zerstört, nicht aber den Turm. Ein Gutachten zeigte, dass dessen Bausubstanz durch den Brand nicht gelitten hatte, sodass dieser beim Bau einer neuen Kirche wiederverwendet werden konnte. Am 30. Januar 1957 beschloss die Kirchgemeinde, am bisherigen Standort eine neue Kirche errichten zu lassen und hierzu einen Wettbewerb unter fünf Architekten auszuschreiben. Die beiden bestplatzierten Projekte von Fritz Metzger und Ernest Brantschen wurden weiterbearbeitet. Am 25. Juni 1958 kürte die Jury das Bauprojekt von Fritz Metzger zum Sieger. Nach seinen Plänen wurde die neue St. Sebastianskirche in modernem Stil errichtet. Am 16. April 1959 sprengte man die Grundmauern der abgebrannten, alten Kirche und bereitete das Areal vor. Die Bauzeit der neuen Kirche dauerte von 1959 bis 1960. Am 12. Juli 1959 weihte der Domdekan Büchel im Auftrag des Bischofs den Grundstein. Der Bischof von St. Gallen, Joseph Hasler, weihte dann das fertiggestellte Gotteshaus am 14. August 1960. Als Patron erhielt die Kirche wie schon ihr Vorgängerbau den Hl. Sebastian.
1970 wurde das neue Pfarrhaus bezogen. Seit 1977 gehört auch die Burg der katholischen Kirchgemeinde und wird seither als Pfarreiheim genutzt. 2010 erfolgte eine Aussensanierung der Kirche.
1995 wurde infolge des Priestermangels Rebstein mit Marbach und Lüchingen zu einem Seelsorgeverband zusammengeschlossen.
Heute gehört die Pfarrei St. Sebastian zur Seelsorgeeinheit Altstätten. Diese umfasst insgesamt fünf katholische Pfarreien, neben Rebstein auch noch Altstätten, Hinterforst-Eichberg, Lüchingen und Marbach.

## Baubeschreibung

### Kirchturm und Äusseres
Die Kirche St. Sebastian liegt im St. Galler Rheintal etwas westlich des Ortszentrums von Rebstein auf dem rebbewachsenen Burghügel. Vom Vorplatz der Kirche eröffnet sich der Blick zum Bodensee sowie über den Rhein ins benachbarte Vorarlberg. Das Gotteshaus besteht aus einem Kirchturm, an den sich westlich die Kirche anschliesst. Die aus geraden Formen gebildete, östliche Frontseite erweckt den Eindruck, als ob die Kirche auf dem Grundriss eines Rechtecks erbaut worden wäre. Tatsächlich aber wird der Grundriss des Gotteshauses von der Ausformung des Kirchenraums bestimmt, der grundsätzlich der Form eines Trapezes folgt, jedoch statt Ecken Rundformen besitzt. Der Chor weist die Form eines Ovals auf.
Innerhalb des heutigen Kirchturms blieb sein Vorgängerturm mitsamt der alten Holztreppen bis unter die Glockenstube bestehen. Darum herum entstand der neue Turm inklusive Glockenstube und modernem Turmabschluss samt Kreuz, sodass äusserlich von dieser Besonderheit nichts zu sehen ist. Der Turm besitzt eine Höhe von 37,43 Metern.
Die Kirche besitzt ein fünfstimmiges Geläut, das aus zwei älteren Glocken der Firma H. Rüetschi besteht, die für die Vorgängerkirche 1886 gefertigt worden waren, und aus drei neuen Glocken, die von Emil Eschmann in Rickenbach am 23. Juli 1959 gegossen wurden. Die zwei kleineren wurden aus dem Material der beiden Vorgängerglocken gefertigt, die grösste Glocke des heutigen Geläuts konnte dank einer Spende hinzugefügt werden. Nach ihrer Weihe am 29. August 1959 durch Bischof Joseph Hasler wurden die Glocken in den neu gestalteten Kirchturm aufgezogen. Darüber hinaus befindet sich im Turm noch die Glocke der mittelalterlichen Kapelle. Diese Glocke erklingt nur bei besonderen Gelegenheiten und wird von Hand gezogen.
| Nummer | Gewicht | Durchmesser | Ton | Giesser       | Widmung                        | Inschrift |
| ------ | ------- | ----------- | --- | ------------- | ------------------------------ | --- |
| 1      | 2500 kg | 163 cm      | C   | Emil Eschmann | Hl. Sebastian                  | Sancte Sebastiane, Patronae Parrochiae, omnes tibi commendatos, protege fide et caritate! (= «Heiliger Sebastian, Patron unserer Kirche, alle sind dir anempfohlen, schütze den Glauben und die Barmherzigkeit!») |
| 2      | 1500 kg | 133 cm      | es  | H. Rüetschi   | Dreifaltigkeit                 | «Lobt den Herrn, ihr Menschenkinder, all ihr Werke seiner Hände, lobt den Herrn, denn er ist mächtig, gütig ist er ohne Ende!»                                                                                    |
| 3      | 700 kg  | 104 cm      | f   | Emil Eschmann | Muttergottes mit dem Jesuskind | Salve Regina, mater misericordiae! (= «Sei gegrüßt, o Königin, Mutter der Barmherzigkeit!») |
| 4      | 420 kg  | 87 cm       | as  | Emil Eschmann | Apostel                        | «Über die ganze Erde geht aus ihr der Schall!» |
| 5      | 250 kg  | 78 cm       | c   | H. Rüetschi   | Schutzengel                    | «Ehre Gottes, beschütze uns!» |

### Innenraum und künstlerische Ausstattung
Unter einem langgezogenen Vordach hindurch gelangt man in das Innere der Kirche. Bestimmt wird der Gottesdienstraum von der komplexen Dachstruktur, was typisch für die jüngeren Kirchenbauten von Fritz Metzger ab der Kirche St. Felix und Regula Zürich-Hard ist, werden doch auch die Kirchen St. Maria Königin Sitterdorf oder St. Mauritius Oberengstringen durch die Konstruktion ihres komplexen Daches geprägt. Der Hauptraum der St. Sebastianskirche wird von einem grundsätzlich stützenfreien, breiten Betonschale überdacht. An den Hauptraum schliesst sich der erhöhte Chor an. Zwischen Hauptraum und Chor ist auf der rechten Seite eine einzelne Säule aufgestellt, die einen Gutteil der östlichen Dachlast trägt und bewirkt, dass die Raumsymmetrie gebrochen wird.
Die Bänke reihen sich halbkreisförmig in vier Segmenten um den Altarraum, der auf der Form eines Querovals basiert. Drei Stufen führen zum Altar, der als massiver Block aus Nabresina-Stein gehauen wurde und über sieben Tonnen wiegt. Rechts vor dem Altar ist der Ambo aufgestellt, links vom Altar an der Chorwand der Tabernakel, auf dem fünf Engel dargestellt sind, sowie ein modern gestaltetes Kruzifix mit einer bronzefarbenen Christusfigur, die weniger den Leidenden des Karfreitags darstellt als bereits den Auferstandenen des Ostermorgens, der mit seiner linken Hand die Gemeinde segnet, mit der rechten Hand, die am Kreuz angenagelt ist, jedoch auf das Messgeschehen am Altar verweist. Der Taufstein, der bis zur Liturgiereform des Zweiten Vatikanischen Konzils in der Werktagskapelle aufgestellt gewesen war, basiert auf dem Grundriss eines Dreiecks, was auf die Trinität verweist, besitzt jedoch statt der Ecken je eine kürzere Seite, sodass ein Sechseck entsteht. Der Deckel des Taufbeckens ist aus Bronze und zeigt eine Darstellung der Taufe Jesu durch den Hl. Johannes. Die liturgische Ausstattung des Chorraums wurde nach Entwürfen des Künstlers Hugo Imfeld aus Zumikon geschaffen.
Das Tageslicht dringt im Wesentlichen über ein Fensterband, das zwischen dem Dach des Kirchenraumes und dem erhöhten Dach des Chores eingelassen ist, in die Kirche hinein, sodass der Altarbereich vom Tageslicht erhellt wird, was wiederum dessen Bedeutung unterstreicht. Ein zweites, schmaleres Lichtband ist am Übergang zwischen dem Kirchendach und der östlichen Wand eingelassen, weshalb die Säule des Innenraums nötig wurde. Eine dritte Betonschale bildet schliesslich das Dach über der Orgelempore. Dieses Dach ruht nebst der südlichen Rückwand im Wesentlichen auf zwei Pfeilern, die auch einen Teil der Last der Empore tragen. Geschwungene Linien verleihen der Orgelempore ihr charakteristisches Gepräge. In die Südwand sind verschiedene hochrechteckige Fenster eingelassen, die Glasgemälde von Ferdinand Gehr enthalten. Das grösste Glasgemälde von Gehr befindet sich am Übergang des Foyers zum Vordach, in Form eines umgedrehten «U» um das Kirchenportal. Dunkelblaue, hochrechteckige Glasflächen werden durch rote, an Herzen erinnernde geschwungene Scheiben aufgelockert. Eine gefasste Figur des Kirchenpatrons Sebastian wurde von einem unbekannten Künstler im 17. oder 18. Jahrhundert geschaffen. Um das Jahr 1680 wurde die barocke Madonna mit Kind geschnitzt, die links im Chor steht.

### Orgel
Bereits die Vorgängerkirche besass eine Orgel. Diese wurde 1933 durch die Firma Kuhn aus Männedorf umgebaut, sodass sie 24 Register auf zwei Manualen und Pedal besass. Diese Orgel ging 1956 beim Brand der alten Kirche verloren.
Für die neue St. Sebastianskirche schuf die Firma Kuhn 1960 ein Instrument mit einem Freipfeifenprospekt. Die Orgel verfügt über 30 Register.
| I Hauptwerk C–g3 |       |
| Spitzgedackt     | 16′   |
| Praestant        | 8′    |
| Doppelflöte      | 8′    |
| Oktave           | 4′    |
| Koppelflöte      | 4′    |
| Nasat            | 2 ⁄3′ |
| Oktave           | 2′    |
| Mixtur III-V     | 1 ⁄3′ |
| Schalmei         | 8′    |
| Dulcian          | 8′    |

| II Schwellwerk C–g3 |        |
| Nachthorn           | 8′     |
| Quintatön           | 8′     |
| Spitzgambe          | 8′     |
| Prinzipal           | 4′     |
| Querflöte           | 4′     |
| Salicet             | 4′     |
| Rohrflöte           | 2′     |
| Terz                | 1 3⁄5′ |
| Spitzquinte         | 1 ⁄3′  |
| Oktävlein           | 1′     |
| Scharff IV–VI       | 2⁄3′   |
| Trompete            | 8′     |
| Oboe                | 4′     |
| Tremulant           |        |

| Pedal C–f1              |       |
| Subbass                 | 16′   |
| Flötbass                | 16′   |
| Zartbass (Transmission) | 16′   |
| Oktave                  | 8′    |
| Gedackt (Transmission)  | 8′    |
| Oktave                  | 4′    |
| Rauschpfeife II         | 2 ⁄3′ |
| Fagott                  | 16′   |
| Pommer                  | 8′    |

### Taufkapelle
In einem Nebenraum ist die Taufkapelle eingebaut, die einen abgerundeten Chorbereich besitzt und auf der Form eines Ovals aufgebaut ist. Das Tageslicht strömt durch ein kleines Rundfenster durch das Dach direkt auf den Altar. In den Fensteröffnungen befinden sich Glasfenster des Zürcher Künstlers Jean Bünter aus dem Jahr 1960. Ein dunkel gehaltenes Wandkreuz mit sechs Quadraten ergänzt die schlichte Ausstattung der Kapelle. Gestaltet wurde die Kapelle durch Hugo Imfeld aus Zumikon. Bis zur Liturgiereform hatte der Taufstein in der Kapelle gestanden. Heute befindet er sich im Altarraum der Kirche links vom Altar.

## Baudenkmalschutz
Neben dem der Burg und der reformierten Kirche ist die katholische St. Sebastianskirche das dritte Objekt von Rebstein, das auf die Liste der Kulturgüter des Kantons St. Gallen (Kategorie B) aufgenommen ist.